# Pentila umangiana
Pentila umangiana är en fjärilsart som beskrevs av Aurivillius 1898. Pentila umangiana ingår i släktet Pentila och familjen juvelvingar. Inga underarter finns listade i Catalogue of Life.